# Hollandia az 1948. évi téli olimpiai játékokon
Hollandia a svájci St. Moritzban megrendezett 1948. évi téli olimpiai játékok egyik részt vevő nemzete volt. Az országot az olimpián 1 sportágban 4 sportoló képviselte, akik érmet nem szereztek.

## Gyorskorcsolya
| Versenyző     | Versenyszám | Eredmény | Helyezés |
| ------------- | ----------- | -------- | -------- |
| Kees Broekman | 500 m       | 46,3     | 28.      |
| Kees Broekman | 1500 m      | 2:21,0   | 9.       |
| Kees Broekman | 5000 m      | 8:37,3   | 6.       |
| Kees Broekman | 10 000 m    | 17:54,7  | 5.       |
| Aad de Koning | 500 m       | 45,9     | 23.*     |
| Aad de Koning | 1500 m      | 2:25,3   | 25.      |
| Aad de Koning | 5000 m      | 8:57,6   | 20.      |
| Anton Huiskes | 500 m       | 46,2     | 27.      |
| Anton Huiskes | 1500 m      | 2:25,0   | 24.      |
| Anton Huiskes | 5000 m      | 8:46,4   | 12.      |
| Anton Huiskes | 10 000 m    | 20:16,4  | 14.      |
| Jan Langedijk | 500 m       | 46,4     | 29.**    |
| Jan Langedijk | 1500 m      | 2:21,9   | 13.      |
| Jan Langedijk | 5000 m      | 8:36,2   | 5.       |
| Jan Langedijk | 10 000 m    | 17:55,3  | 6.       |

* - egy másik versenyzővel azonos eredményt ért el

** - két másik versenyzővel azonos eredményt ért el